# سیارک ۴۰۳۷
سیارک ۴۰۳۷ (به انگلیسی: 4037 Ikeya، نامگذاری:1987EC) چهار هزار و سی و هفتمین سیارک کشف شده‌است که در ۲ مارس ۱۹۸۷ کشف شد.
قدر مطلق سیارک برابر ۱۲٫۵۰ است.